# Hugo Richer
Oscar Hugo Richer Florentín (Ypacaraí, 1 de abril de 1959) es un político socialista paraguayo. Fue senador nacional, del 2013 al 2023, por el Partido Convergencia Socialista miembro del Frente Guasu.
En su juventud fue activo opositor de la dictadura de Alfredo Stroessner.

## Trayectoria
Fue ministro de la Secretaría de Acción Social de Paraguay (SAS) (antecedente del Ministerio de Desarrollo Social), durante el periodo 2011-2012, bajo la Presidencia de Fernando Lugo.
Además, fue senador de la Nación en dos periodos consecutivos, de 2013 a 2018, y de 2018 a 2023.
En 2023 participó en las elecciones generales de ese año, fallando en su intento de ganar un tercer periodo .